# Станинська сільська рада
| Станинська сільська рада — колишній орган місцевого самоврядування у Радехівському районі Львівської області з адміністративним центром у с. Станин. Історична дата утворення: в 1995 році. Сільській раді підпорядковані населені пункти: - с. Станин |

## Склад ради
Рада складається з 14 депутатів та голови.

### Керівний склад ради
| ПІБ                        | Основні відомості                                                 | Дата обрання | Дата звільнення |
| -------------------------- | ----------------------------------------------------------------- | ------------ | --------------- |
| Кріса Марія Ярославівна    | Сільський голова, 1956 року народження, освіта, позапартійна      | 26.03.2006   | 31.10.2010      |
| Кріса Марія Ярославівна    | Сільський голова, 1956 року народження, освіта вища, позапартійна | 31.10.2010   | 18.03.2012      |
| Згурська Наталія Романівна | Сільський голова, 1967 року народження, освіта середня спеціальна | 18.03.2012   |                 |

Примітка: таблиця складена за даними джерела